# Regina de Saxe-Meiningen
 (juin 2015).
Si vous disposez d'ouvrages ou d'articles de référence ou si vous connaissez des sites web de qualité traitant du thème abordé ici, merci de compléter l'article en donnant les références utiles à sa vérifiabilité et en les liant à la section « Notes et références ».
Titre
13e grande maîtresse de la Croix étoilée
10 mai 1951 – 3 février 2010
Regina de Saxe-Meiningen, née le 6 janvier 1925 à Wurtzbourg et morte le 3 février 2010 à Pöcking, est un membre de la Maison de Wettin et l'épouse de l'archiduc Otto de Habsbourg-Lorraine, chef de la maison impériale d'Autriche.

## Biographie

### Famille
Regina Helene Elisabeth Margarete naît à Wurtzbourg, le 6 janvier 1925. Elle est la plus jeune des quatre enfants du prince héritier Georges de Saxe-Meiningen (1892-1946) et de Claire-Marie comtesse von Korff (1895-1992), fille du comte Alfred von Korff et de la baronne Helena von Hilgers. En 1937, son oncle Bernhard de Lippe-Biesterfeld épouse la princesse héritière Juliana des Pays-Bas.
Bien que la Maison de Saxe-Meiningen ait été protestante, elle a été élevée dans la foi catholique de sa mère. L'un de ses frères, Antoine Ulrich, meurt à 20 ans sur le champ de bataille, son deuxième frère, Frédéric Alfred, renonce à ses droits successoraux et devient moine chartreux sous le nom de dom Marianus en 1953 et sa sœur aînée, Marie Elisabeth, meurt à l'âge de trois mois en 1923. 

### Jeunesse
La princesse grandit à Heldburg, dans le Sud de la Thuringe. Son père, juge à Meiningen, meurt en captivité dans le camp soviétique de Tcherepovets en 1946, âgé de 53 ans, alors que sa fille allait avoir 21 ans. Regina et sa mère parviennent à s'enfuir en Allemagne de l'Ouest. La jeune princesse rencontre son futur époux, l'archiduc Otto de Habsbourg-Lorraine en 1949, dans un camp de personnes déplacées (des réfugiés hongrois) à Munich, où elle travaille pour Caritas.

### Mariage
Le 10 mai 1951, la princesse Regina épouse Otto de Habsbourg-Lorraine (1912-2011), fils aîné de l'empereur Charles Ier d'Autriche (mort en 1922) et l'impératrice née Zita de Bourbon, princesse de Parme avec la bénédiction du pape Pie XII, en l'église des Cordeliers à Nancy. Le couple aurait souhaité se marier à Mariazell mais à l'époque, les Habsbourg-Lorraine sont toujours frappés par la loi d'exil. Une copie de la Mariazell Gnadenmutter orne l'autel des Cordeliers lors de la cérémonie. Regina devient, lors de son mariage, la dernière récipiendaire de l'ordre d'Élisabeth. 
À partir du 10 mai 1954, leur résidence permanente sera la villa Autriche (ou « villa impériale ») à Pöcking, sur le Lac de Starnberg. 
De cette union naissent sept enfants :
- Andrea Maria (née le 30 mai 1953), qui épouse en 1977 Karl Eugen von Neipperg ;
- Monika Maria Antonia Roberta Raphaela (née le 3 septembre 1954), qui épouse en 1980 Luis María Gonzaga de Casanova-Cárdenas y Barón, duc de Santangelo ;
- Michaela Maria Madeleine Kiliána (jumelle de la précédente, née le 3 septembre 1954 à Wurtzbourg), qui épouse en 1984 Eric Alba Teran d'Antin, puis en 1994 Hubertus von Kageneck ;
- Gabriela Maria Elisabeth Charlotte Felicitas Antonia (née le 14 octobre 1956 à Luxembourg), qui épouse en 1978 Christian Meister ;
- Walburga Maria Franziska Helene Elisabeth (née le 5 octobre 1958 à Berg sur le lac de Starnberg), qui épouse en 1992 comte Archibald Douglas ;
- Karl Thomas Robert Maria Francis George Bahnam (né le 11 janvier 1961 à Berg sur le lac de Starnberg), qui épouse en 1993 Francesca Thyssen-Bornemisza ;
- Paul Georg Maria Dominic Joseph (né le 16 décembre 1964 à Berg sur le lac de Starnberg), qui épouse en 1997 Eilika von Oldenburg.

### Dernières années
Le 2 décembre 2005, elle est frappée par un accident vasculaire cérébral, pour lequel elle est soignée à l'hôpital de Nancy. Trois mois plus tard, ayant suffisamment récupéré, elle assiste au transfert des cendres de sa mère et son frère Antoine-Ulrich du cimetière de Heldburg, dans le caveau de famille restauré au sein de la forteresse d'Heldburg. La dépouille de son père, qui reposait jusqu'alors à Tcherepovets, y sera également placée au printemps 2007.
En 2007, elle reçoit 47 tableaux de la Fondation Schloss Friedenstein, provenant de la collection de son père et confisqués sans compensation après la Seconde Guerre mondiale dans la zone d'occupation soviétique avec les possessions de la famille. Cependant, quatre des peintures restent en tant que prêt permanent au château de Friedenstein à Gotha.
Elle meurt le 3 février 2010 à Pöcking et est enterrée le 10 février 2010 dans la crypte de la forteresse d'Heldburg. Après la mort de son mari le 4 juillet 2011, sa dépouille est ramenée en Autriche, à Mariazell, puis inhumée le 16 juillet dans la crypte impériale à Vienne où elle repose auprès de son époux. Son cœur reste lui conservé dans une urne placée dans le crypte d'Heldburg.

## Décorations
- Grande maîtresse de la Croix étoilée (1951)
- Grande maîtresse des esclaves de la vertu
- Grande maîtresse de l'amour du prochain
- Patron de l'Ordre de Teresa Elisabetta
- Dame Grand-Croix de l'ordre souverain militaire de Malte